# Grachtenrace

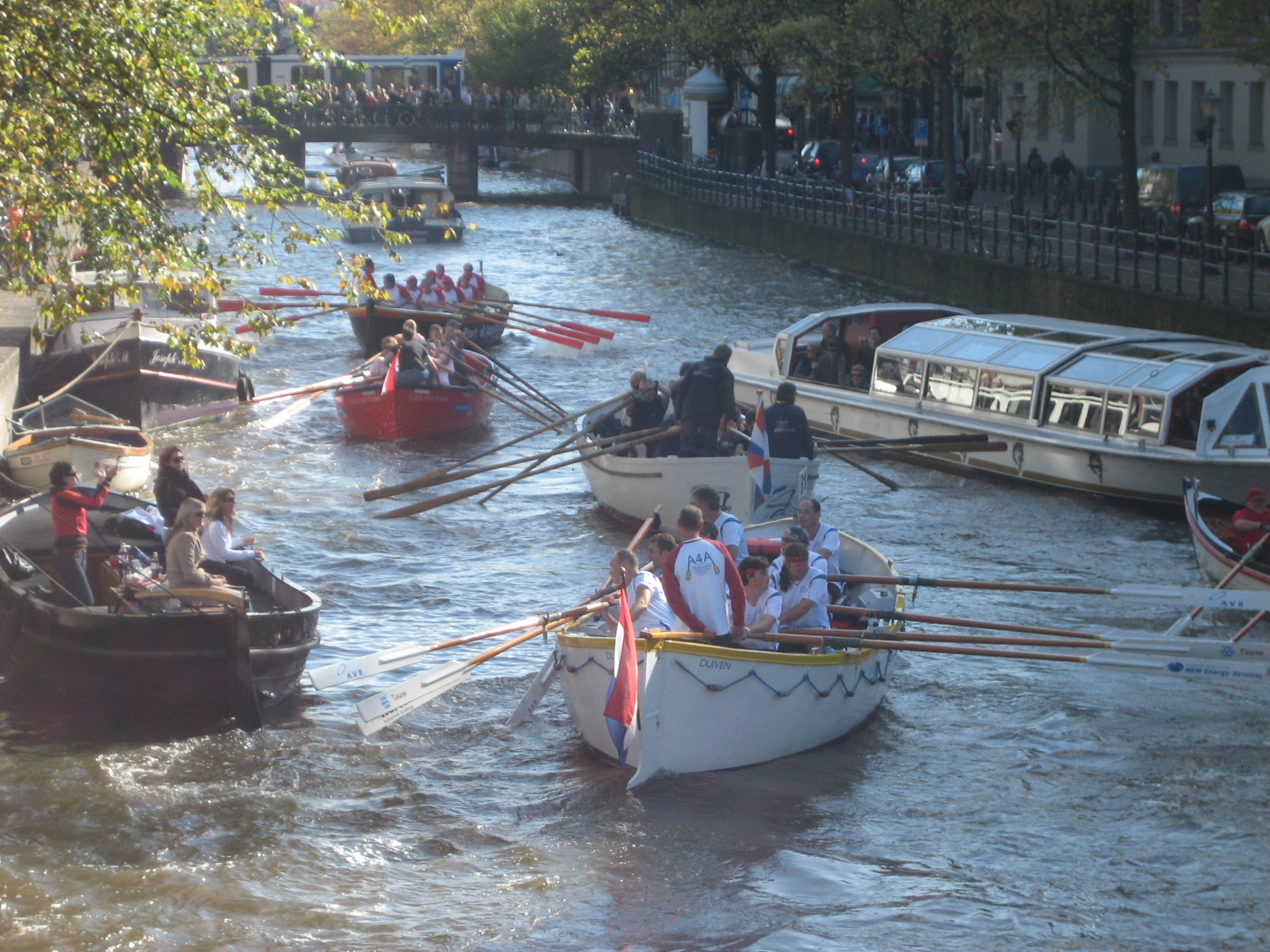
Grachtenrace 13 oktober 2007, hoek Prinsengracht/Leidsegracht

De Grachtenrace is een  sloeproeiwedstrijd in de grachten van Amsterdam. Deze wedstrijd wordt sinds 1986 elke tweede zaterdag in oktober gehouden. De Grachtenrace wordt georganiseerd door de Stichting Sloeproeien Grachtentocht en de hoofdsponsoren zijn Port of Amsterdam en de Hogeschool van Amsterdam. In 1986 deden er 35 sloepen mee, in 1994 waren er 114 ingeschreven en in 2019 bedroeg het aantal inschrijvingen 143.

## Route
Het parcours heeft een lengte van ongeveer 22 à 24 km en de start en finish zijn sinds 2015 in de wateren rond het Olympisch Stadion. De route loopt grofweg via het Zuider Amstelkanaal, het Amstelkanaal, de Amstel, de Singelgracht langs de Singelgracht, Lozingskanaal, en keert dan via een aantal grachten in de binnenstad van Amsterdam uiteindelijk via de Kostverlorenvaart weer terug bij het Olympisch Stadion.
Voor 2015 lagen de start en aankomst dikwijls in het Oosterdok bij het Scheepvaartmuseum. De route is in de loop der tijd herhaaldelijk gewijzigd

## Prijzen
Bij de Grachtenrace worden verschillende prijzen uitgereikt voor dames- en herenteams. Door de Federatie Sloeproeien Nederland wordt jaarlijks vastgesteld of de wedstrijd (voor verschillende klassen) ook meetelt voor het landelijk klassement. Daarnaast tellen de uitslagen van de Grachtenrace mee voor de Roeiers Grand Slam (sinds 2016 voor teams die meedoen aan de drie grote sloeproeiwedstrijden: Harlingen-Terschelling, Grachtenrace en Muiden-Pampus-Muiden) en de Grachtenkampioen (sinds 2016 voor teams die deelnemen aan de wedstrijden op de grachten in Utrecht, Zwolle, Amsterdam en vanaf 2018 Leeuwarden).